# I'll Sleep When You're Dead
I'll Sleep When You're Dead è  un album registrato in studio dal rapper El-P, uscito nel 2007 per la label Definitive Jux, etichetta discografica fondata dallo stesso El-P.

## Tracce
1. Tasmanian Pain Coaster (ft. Omar Rodríguez-López & Cedric Bixler-Zavala)
2. Smithereen (Stop Cryin')
3. Up All Night
4. EMG
5. Drive
6. Dear Sirs
7. Run The Numbers (ft. Aesop Rock)
8. Habead Corpses (Draconian Love) (ft. Cage)
9. The Overly Dramatic Truth
10. Flyentology (ft. Trent Reznor)
11. No Kings (ft. Tame One)
12. The League Of Extraordinary Nobodies
13. Poisenville Kids No Wins / Reprise (This Must Be Our Time) (ft. Cat Power)